# Arco di Trionfo dei Lorena

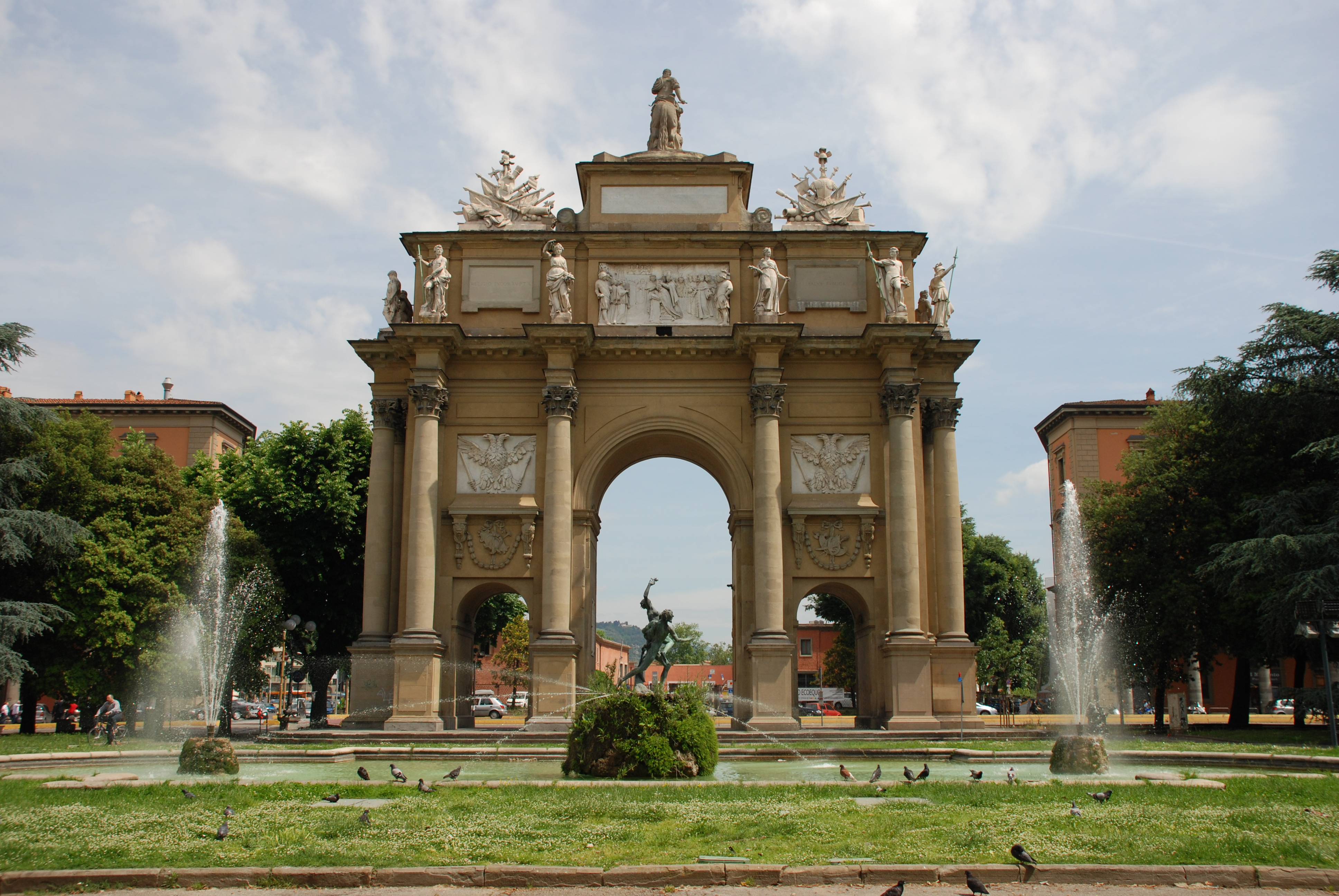
Blick nach Norden

Der Arco di Trionfo dei Lorena (etwa Lothringer Triumphbogen) ist ein Triumphbogen auf der Piazza della Libertà in Florenz. Er stellt nördlichen Zugang zur Innenstadt dar.

## Geschichte
Er wurde 1737–1739 vom französischen Architekten Jean-Nicolas Jadot entworfen und in Zusammenarbeit mit lokalen Architekten und Bildhauern errichtet. Anlass war die Ernennung von Franz Stephan von Habsburg-Lothringen, der als Nachfolger des nunmehr erloschenen toskanischen Herrschergeschlechts Medici neuer Großherzog der Toskana war. Als Franz III. zog er 1739 durch das Tor in Florenz ein, wo er im Palazzo Pitti residierte.
Franz Stephan hielt nicht viel von seiner neuen Position und zog nach nur kurzem Aufenthalt mit seiner Frau Maria Theresia wieder nach Wien, wo sie 1740 ihr Amt als regierende Erzherzogin antrat. Erst 1765 kehrte mit deren beider Sohn Leopold wieder ein Souverän in Florenz ein, wo er auch bis 1790 residierte.

## Architektur

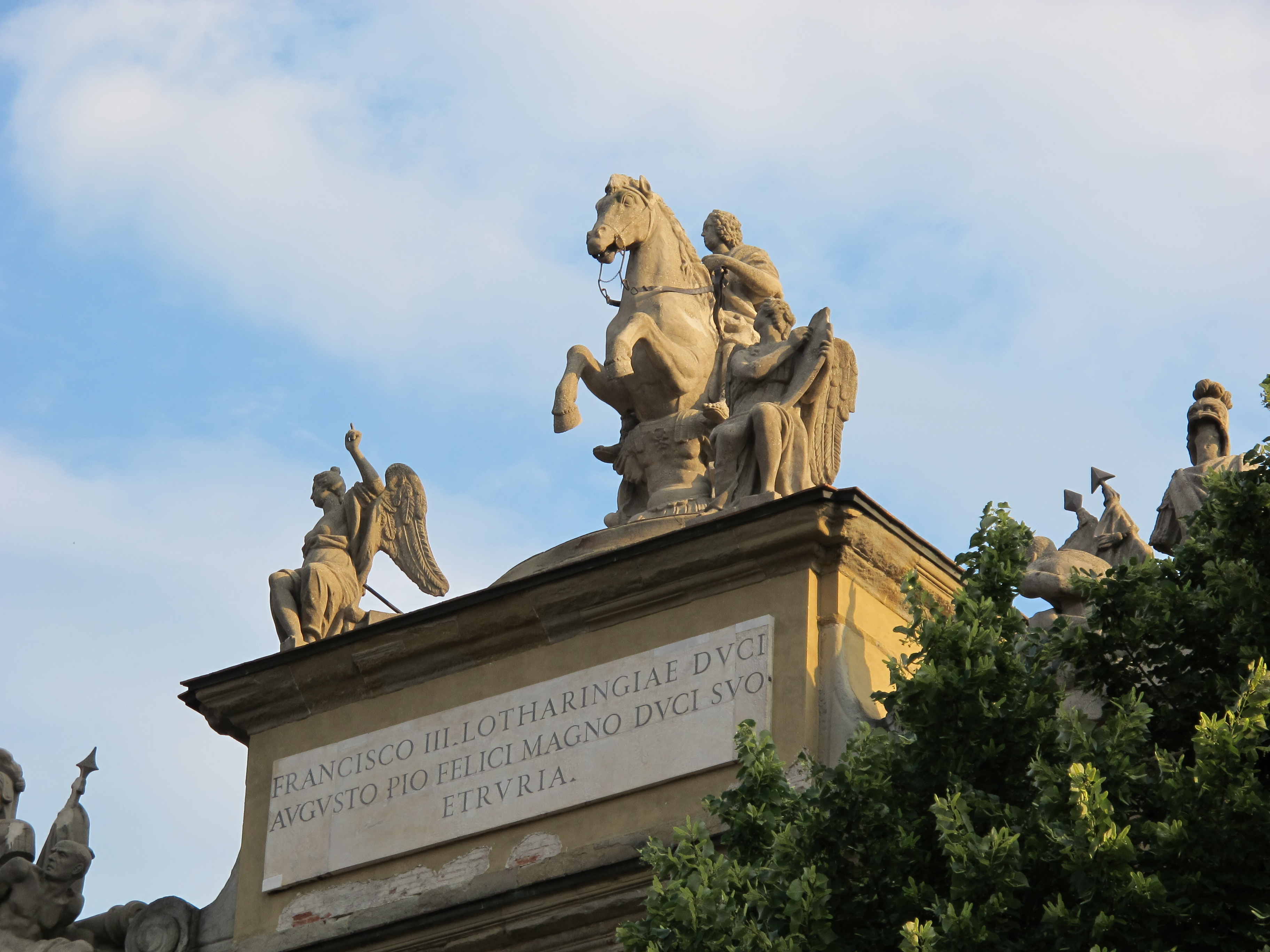
Reiterstandbild

Der Triumphbogen hat drei Durchfahrten, von denen die mittlere die größte ist. Dem eigentlich Gebäude vorgelagert stehen insgesamt 10 korinthische Säulen. Sie tragen auf höhe der Attika allegorische Figuren. Die Fassade ist mit Relief- und Schrifttafeln sowie Trophäen und doppelköpfigen Reichsadlern verziert. Diese unterstreichen die Funktion als Ehrenmal für einen Herrscher aus dem Hause Habsburg-Lothringen. Ein markantes Merkmal befindet sich auf der Attika: über der mittleren Durchfahrt steht auf einem Sockel ein stadtauswärts blickendes Reiterstandbild von Herzog Franz II.

## Standort
Die Piazza della Libertà wurde 1865 im Rahmen des städtebaulichen Projekts Viali di Circonvallazione unter der Regie von Giuseppe Poggi zu einem begrünten Schmuckplatz umgestaltet. Das Stadttor Porta San Gallo blieb nach dem Abriss der Stadtmauern von Florenz erhalten und stellt ein mittelalterliches Gegenstück zum barocken Arco di Troinfo dei Lorena am südlichen Rand des Platzes dar.